# Bøl Kirke
Bøl Kirke er en kirke i senromansk stil i landsbyen Bøl i det sydlige Angel i Sydslesvig i den nordtyske delstat Slesvig-Holsten. Kirken er sognekirke i Bøl Sogn.
Bøl Kirke er opført omkring 1530 af mursten. Ifølge legenden blev kirken opført af nonner. Denne legende skyldes muligvis, at kirken var viet til Sankt Ursula. Kirken var tilknyttet klosteret i Mårkær.

## Arkitektur og indretning
Kirken er tækket med skifer. Både kor og skib har fladt bjælkeloft. Tårnet er opført i begyndelsen af 1500-tallet af teglsten. I 1750 blev vestmuren forstærket med kvadersten. Både skib og kor har fladt bjælkeloft. Koret er forsynet med et sakrarium, hvori præsterne i katolske tid tømte den ubenyttede altervin, så den flød ned i kirkens fundament. Døbefonten er en gotlandsk kalkstensfont fra 1200-tallet. Prædikestolen med lydhimmel er udført mellem 1604 og 1620, træskærerarbejdet har tilknytning til kredsen omkring Hinrik Ringerink fra Flensborg. Kurven har dobbelt-pilastre udformet som dyder med fremstillinger af Justitia (retfærdigheden med bind for øjnene og vægt), Caritas (barmhjertigheden med et lille barn på armen), Spes (håbet med anker) og Fides (troen med kors, kalk og bog). I billedfelterne ses bebudelsen, fødslen, korsbæringen, opstandelsen og himmelfarten, det sidste felt mod syd er tomt. Nederst på kurven ses latinske indskrifter. Den trefløjede altertavle er et træskærerarbejde fra 1649. I storfeltet gengives nadveren med Moses med tavlerne i nord og Kristus som salvator mundi i syd. Den sengotiske korsfæstelsesgruppe fremstillende Kristus med Sankt Maria og Sankt Hans som sidefigurer er fra 1400-tallet. Kirkens orgel er placeret på pulpituret i kirkens vestende. Det blev udført af Marcussen & Søn fra Aabenraa i 1868 og afløste et tidligere harmonium. Orglet blev i 1968 omfattende restaureret. Pulpituret er fra 1867. I 2002 kom en lysekrone til.

## Grænsehistorie
Kirkesproget i sognet var i årene før 1864 blandet dansk-tysk. Bøl Menighed blev i 2019 slået sammen med den i Sønderbrarup. Menigheden hører i dag under den nordtyske lutherske kirke.